# Samuel García
Samuel García Cabrera (* 4. Dezember 1991 in Santa Cruz de La Palma) ist ein spanischer Sprinter, der sich auf die 400-Meter-Distanz spezialisiert hat.

## Sportliche Laufbahn
Erste internationale Erfahrungen sammelte Samuel García im Jahr 2009, als er bei den Junioreneuropameisterschaften in Novi Sad mit der spanischen 4-mal-400-Meter-Staffel mit 3:23,93 min im Vorlauf ausschied, wie auch bei den Juniorenweltmeisterschaften im Jahr darauf im kanadischen Moncton mit 3:11,59 min. 2011 belegte er dann bei den U23-Europameisterschaften in Ostrava in 3:07,58 min den sechsten Platz mit der Staffel und im Jahr darauf wurde er bei den Hallenweltmeisterschaften in Istanbul in 3:10,01 min Fünfter. Ende Juni wurde er bei den Europameisterschaften in Helsinki in der ersten Runde über 400 Meter disqualifiziert und mit der Staffel verpasste er mit 3:09,11 min den Finaleinzug. 2013 schied er bei den Halleneuropameisterschaften in Göteborg mit 47,76 s in der Vorrunde über 400 Meter aus und auch bei den U23-Europameisterschaften im Juli in Tampere kam er mit 46,98 s nicht über den Vorlauf hinaus, belegte aber mit der Staffel in 3:05,28 min den fünften Platz. Daraufhin startete er mit der Staffel bei den Weltmeisterschaften in Moskau, bei denen er mit 3:04,07 min im Vorlauf ausschied. Im Jahr darauf schied er auch bei den Hallenweltmeisterschaften in Sopot mit der Staffel mit 3:10,17 min in der Vorrunde aus und im August belegte er bei den Europameisterschaften in Zürich in 46,35 s den siebten Platz über 400 Meter und verpasste mit der Staffel mit 3:04,68 min den Finaleinzug.
2015 erreichte er bei den Halleneuropameisterschaften in Prag das Halbfinale über 400 Meter und schied dort mit 47,95 s aus und anschließend schied er bei den World Relays auf den Bahamas mit 3:08,49 min im Vorlauf aus. Im Jahr darauf schied er bei den Europameisterschaften in Amsterdam mit 46,43 s im Halbfinale aus und verpasste mit der Staffel mit 3:04,77 min den Finaleinzug. 2017 wurde er bei den Halleneuropameisterschaften in Belgrad in 46,74 s Sechster und im August schied er bei den Weltmeisterschaften in London mit 46,37 s in der ersten Runde aus, während er mit der Staffel mit neuem Landesrekord von 3:00,65 min im Finale den fünften Platz belegte. Im Jahr darauf schied er bei den Hallenweltmeisterschaften in Birmingham mit der Staffel mit 3:07,52 min im Vorlauf aus. Im August schied er bei den Europameisterschaften in Berlin im Einzelbewerb mit 45,87 s im Halbfinale aus und gewann mit der Staffel in 3:00,78 min die Bronzemedaille hinter den Teams aus Belgien und dem Vereinigten Königreich. 2019 startete er mit der Staffel bei den Weltmeisterschaften in Doha, verpasste dort aber mit 3:04,27 min den Einzug ins Finale. 2020 siegte er in 47,17 s beim Sollentuna GP und im Jahr darauf kam er bei den Halleneuropameisterschaften in Toruń mit 47,02 s nicht über die erste Runde hinaus. Anfang Mai belegte er bei den World Athletics Relays 2021 im polnischen Chorzów in 3:19,65 min den sechsten Platz in der Mixed-Staffel und schied zuvor mit 3:06,09 min in der Männerstaffel im Vorlauf aus. Im August nahm er mit der Mixed-Staffel an den Olympischen Sommerspielen in Tokio teil und schied dort mit 3:13,29 min im Vorlauf aus.
2022 belegte er bei den Ibero-Amerikanischen Meisterschaften in La Nucia in 46,92 s den achten Platz über 400 Meter und gewann mit der 4-mal-400-Meter-Staffel in 3:04,05 min die Silbermedaille hinter dem Team aus der Dominikanischen Republik. Anschließend belegte er mit der Staffel bei den Europameisterschaften in München in 3:00,54 min den vierten Platz. Im Jahr darauf verpasste er bei den Weltmeisterschaften in Budapest mit 3:02,64 min den Finaleinzug.
In den Jahren von 2012 bis 2014 wurde García spanischer Meister über 400 Meter sowie 2017 im 200-Meter-Lauf. Zudem wurde er 2013 und 2015 Hallenmeister im 400-Meter-Lauf.

## Persönliche Bestleistungen
- 200 Meter: 20,59 s (+0,6 m/s), 23. Juli 2017 in Barcelona
  - 200 Meter (Halle): 21,18 s, 28. Januar 2017 in Madrid
- 400 Meter: 45,00 s, 7. Juli 2017 in Monachil
  - 400 Meter (Halle): 46,35 s, 19. Februar 2017 in Salamanca